# Grim’s Grave
Grim’s Grave (auch Langcombe Brook cairn 3 genannt – nicht zu verwechseln mit Grimes Graves) ist ein gut erhaltenes Beispiel einer bronzezeitlichen Bestattung am Ende des Langcombe Valley in South Dartmoor in Cornwall in England. Die neun Steine aus Dartmoor Granit, die scheinbar einen Steinkreis bilden, sind die Randsteine eines ausgegangenen Steinhügels, der über einer Steinkiste (lokal Kistvaen genannt) von 1,5 × 1,0 m und etwa 1,0 m Tiefe errichtet worden war.
Der Name Grim geht auf die Angelsachsen bzw. Normannen zurück. Er ist ein Synonym für den nordischen Gott Odin.

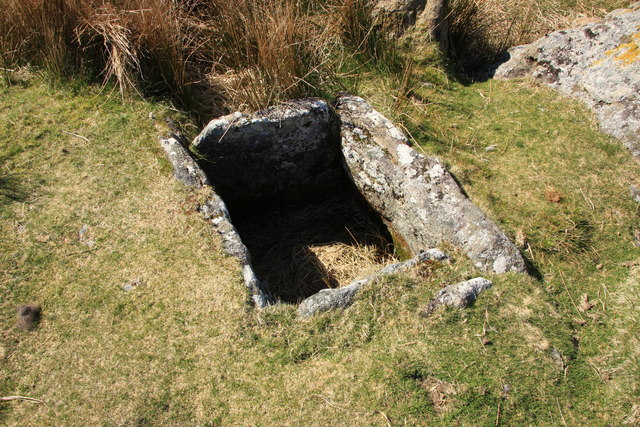
Die Steinkiste im Zentrum

Siehe auch Graemsay Insel der Orkney, Grimsäng (Grimswiese) in Hålanda. Schweden, Grimsay Insel der Hebriden, Grimsby Ort in Lincolnshire, Grimsbury Castle Hillfort in Oxfordshire, Grim’s Ditch ein Erdwerk, Grim’s Dyke (Name für den Antoninuswall), Grimes Graves Feuersteinminen, Grimshader Ort auf Lewis and Harris, Grims Lake Mire, Grimslake cist, (Steinkiste im Grims See), Grim’s Mound ein Rundhügel in Lincolnshire, Grimspound in Devon, Grimsetter (Grims Sitz) Souterrain auf Shetland, Grimsthorpe (Grims Dorf), sowie Orte mit dem Namen Grimston oder Grimstone in Dorset, Leicestershire, Norfolk und Yorkshire (auch Grimston-Lyles Hill Ware). Grim’s Cross (no. 126) eine Cross Slab  (deutsch „Kreuzplatte“) auf der Isle of Man auf der sich der Künstler Grim nennt.
In der Nähe liegt die Steinkiste Langcombe Brook 7.